# Боченков, Иван Андреевич
Иван Андреевич Боченков (1908—1984) — младший лейтенант Советской Армии, участник Великой Отечественной войны, Герой Советского Союза (1943).

## Биография
Иван Боченков родился 5 (18) августа 1908 года в деревне Чёрный Луг (ныне — Великолукский район Псковской области) в семье крестьянина. В 1928 году переехал в Ленинград, работал слесарем на заводе, окончил три курса рабфака. В 1939 году вернулся на родину, работал на Пореченском льнозаводе плановиком-экономистом. В июне 1941 года был призван на службу в Рабоче-крестьянскую Красную Армию Великолукским районным военным комиссариатом. С начала Великой Отечественной войны — на её фронтах. В 1942 году вступил в ВКП(б). К октябрю 1943 года старший сержант Иван Боченков командовал отделением 61-го отдельного моторизованного понтонно-мостового батальона 14-й инженерно-сапёрной бригады 65-й армии Центрального фронта. Отличился во время битвы за Днепр.
В ночь с 15 на 16 октября 1943 года Боченков вместе со своим отделением совершил 7 рейсов, переправив 150 советских солдат и офицеров на понтоне к северу от посёлка Радуль Репкинского района Черниговской области Украинской ССР. Следующей ночью отделение Боченкова вместе с другим подразделением собрало тридцатитонный понтон и переправило на западный берег реки миномётную батарею и батарею полковой артиллерии с боеприпасами. Действия Боченкова и его отделения способствовали успешному захвату и удержанию плацдарма.
Указом Президиума Верховного Совета СССР от 30 октября 1943 года за «мужество и отвагу, проявленные при форсировании Днепра, и стойкость во время боев на приднепровском плацдарме» старший сержант Иван Боченков был удостоен высокого звания Героя Советского Союза с вручением ордена Ленина и медали «Золотая Звезда» за номером 1629.
В 1945 году Боченков окончил Ленинградское военно-инженерное училище. В 1946 году в звании младшего лейтенанта Боченков был уволен в запас. В 1948 году окончил Калининскую межобластную партшколу, после чего находился на советской и хозяйственной работе, был председателем правления Пореченского сельпо. Проживал в селе Поречье Великолукского района Псковской области, умер 11 февраля 1984 года.
Был также награждён орденом Красного Знамени, двумя орденами Красной Звезды, а также рядом медалей. Почётный гражданин Великолукского района.